# أندرو نيل
أندرو نيل (بالإنجليزية: Andrew Neil)‏ هو صحفي ومذيع بريطاني، ولد في 21 مايو 1949. عيَّنه روبرت مُردوخ محرراً في صحيفة الصنداي تايمز وعمل هناك خلال الفترة من عام 1983 حتى عام 1994، وبعدها أصبح مساهماً في الديلي ميل. ورسمياً شغل منصب الرئيس التنفيذي ورئيس تحرير مجموعة بريس هولدينغز. أصبح الرئيس المؤسس لسكاي تي في عام 1988 التابعة لإمبراطورية مُردوخ الإعلامية نيوز كوربوريشن. وهو رئيس مجموعة بريس هولدينغز التي تتبع لها مجلة ذا سبيكتيتر ومجموعة آي تي بي الإعلاميَّة. ويقدّم نيل اعتباراً من عام 2019 برنامج «ذيس ويك» (أو «هذا الأسبوع») السياسي المباشر على قناة بي بي سي وان، وبرنامج «بولتيكس لايف» (أو «السياسة مباشرةً») على قناة بي بي سي تو.

## المواقف والآراء السياسية

### الحرب في أفغانستان
كان أندرو نيل من المؤيدين المتحمسين لمشاركة القوات المسلحة البريطانيَّة في الحرب في أفغانستان ساخراً من أولئك الذين عارضوا الحرب واصفاً إياهم بالـ«جُبناء دون إرادة للقتال» ووصف صحيفة الغارديان البريطانيَّة بالـ«إرهابيَّة» ووصف مجلة نيوستيتسمان البريطانيَّة بالـ«طالبانيَّة» لنشر كل منهما مقالات رأي معارضة للتدخل العسكري البريطاني في هذه الحرب. وقارن توني بلير بونستون تشرشل وأسامة بن لادن بأدولف هتلر واصفاً الغزو الأمريكي لأفغانستان بـ«الرد المحسوب»، وبأنه «نشر جلود وناجح ومحكم للقوات العسكريَّة الأمريكيَّة».

### حرب العراق
كان أندرو نيل من بين أوئل المؤيدين لغزو العراق عام 2003 واصفاً الدافع للدخول بالحرب وحملة تغيير النظام عسكرياً الذي أقدم عليها كل من رئيس الوزراء البريطاني حينها توني بلير ورئيس الولايات المتحدة جورج بوش الابن بـ«المقنعة والمتقنة». قال نيل عام 2002 أن العراق «شرعت في جولة تسوق عالمية لشراء التكنولوجيا والمواد اللازمة لصنع أسلحة دمار شامل - وأنظمة الصواريخ اللازمة لإيصالها عبر مسافات بعيدة»، وأن«ضواحي بغداد زاخِرة الآن بالمنشآت السريَّة، وغالباً متوضعة على أنها مستشفيات أو مدارس، لتطور وقوداً صاروخيَّاً، وأنظمة توجيه وأجسام، ورؤوس حربيَّة كيميائيَّة وبيولوجيَّة، والأكثر شراً من ذلك كله هو محاولة متجددة لتطوير أسلحة نووية.» كما أدَّعى أن صدام حسين قد يعطي أسلحة دمار شامل إلى تنظيم القاعدة الإرهابيّ، وأن نظامه كان على علاقة بهجمات 11 سبتمبر.

### التغير المناخي
يرفض أندرو نيل الإجماع العلمي حول التغير المناخي وكثيراً ما حرَّف علوم تغير المناخ على برنامجيه على البي بي سي وكثيراً ما وجَّه دعوات إلى أشخاص غير مختصين ومنكري تغير مناخ ليناقشوا التغير المناخي على برنامجيه.

### فيروس العوز المناعي البشري/الإيدز
روَّجت الصنداي تايمز خلال الفترة التي عمل فيها نيل محرراً في الصحيفة للإدعاءات الخاطئة الساعيَّة لإثبات أن فيروس العوز المناعي البشري لم يكن يؤدي للإصابة بالإيدز. قامت الصنداي تايمز بنشر كتاب من تأليف أحد المحافظين الأمريكيين يرفض في فحواه الإجماع العلمي حيال أسباب الإصابة بالإيدز ويجادل فيه خطئاً أن الإيدز لا يمكن أن ينتقل للمغايرين جنسياً. كما شككت الكثير من مقالات وافتتاحيات الصنداي تايمز بالأدلة والإجماع العلمي فوصفت الإيدز بأنه «فيروس صائب سياسياً» عليه «مؤامرة صمت» على حد تعبير الصحيفة، وأنكرت انتشار الفيروس في أفريقيا وأدَّعت أن الاختبارات الطبيَّة للكشف عن فيروس العوز المناعي البشري لم تكن صالحة، ووصفت الصحيفة دواء الزيدوفودين بالضار ووصفت منظمة الصحة العالميَّة بـ«[منظمة] إيدز تبني إمبراطوريَّة».

## وصلات خارجية
- أرشيف بمقالات أندرو نيل على «The Scotsman» (بالإنجليزية)
- Observer: Biography
- London Speaker Bureau: Biography
- The Business Magazine: Publisher in Chief